# Pardachirus marmoratus
Pardachirus marmoratus és un peix teleosti de la família dels soleids i de l'ordre dels pleuronectiformes que es troba des de les costes del Mar Roig i del Golf Pèrsic fins a Sud-àfrica i Sri Lanka.